# Ralph lezúzza a netet
A Ralph lezúzza a netet (eredeti cím: Ralph Breaks the Internet, magyarul néha Rontó Ralph 2.) 2018-as amerikai 3D-s számítógépes animációs filmvígjáték, amelyet Rich Moore és Phil Johnston rendezett. A forgatókönyvet Phil Johnston és Pamela Ribon írta, a produceri teendőket Clark Spencer látta el, míg a film zenéjét Henry Jackman szerezte. Az animációs játékfilm gyártója a Walt Disney Pictures és a Walt Disney Animation Studios, forgalmazója a Walt Disney Studios Motion Pictures.
A 2012-ben bemutatott Rontó Ralph című animációs film folytatása, egyben az 57. Disney-film. Az Amerikai Egyesült Államokban 2018. november 21-én, Magyarországon 2019. január 10-én jelent meg a mozikban.

## Cselekmény
A történet középpontjában Ralph kalandjai állnak, ezúttal az interneten. Erre úgy nyílt lehetősége, hogy a játékterem tulajdonosa, bizonyos Mr. Litwak a játéktermét összekötötte a világháló birodalmával, egy wi-fi útválasztó segítségével.
Ralph célja, hogy a Cukorláz játékgép eltört irányító-kormánykereke helyére egy másikat vásároljon az interneten, különben Mr. Litwak kikapcsolja a használhatatlan gépet.
Ralph és Vannelope megismerkedik számos új helyszínnel és szereplőkkel – például Disney filmek hercegnőivel és játékok karaktereivel.

## Szereplők
| Szereplő                   | Eredeti hang         | Magyar hang         | Leírás                                                                   |
| -------------------------- | -------------------- | ------------------- | ------------------------------------------------------------------------ |
| Rontó Ralph                | John C. Reilly       | Minárovits Péter    | A Javító Félix c. játék negatív főszereplője, aki hőssé nőtte ki magát.  |
| Vanellope von Cukk         | Sarah Silverman      | Bogdányi Titanilla  | A Cukorláz játék birodalmának hercegnője, profi autóversenyző.           |
| Penge                      | Gal Gadot            | Györfi Anna         | A Halálfutam / Slaughter Race egyik versenyzője.                         |
| Igen                       | Taraji P. Henson     | Peller Mariann      | A BuzzTube felkapott videóinak algoritmusa.                              |
| Javító Felix               | Jack McBrayer        | Markovics Tamás     | A Javító Félix népszerű hőse.                                            |
| Tamora J. Calhoun őrmester | Jane Lynch           | Pikali Gerda        | A Hero's Duty történetének központi figurája, Javító Félix felesége.     |
| MindenTud úr               | Alan Tudyk           | Csankó Zoltán       | Egy internetes keresőmotor.                                              |
| Dupla Dan                  | Alfred Molina        | Borbiczki Ferenc    | Víruskészítő.                                                            |
| Mr. Litwak                 | Ed O’Neill           | Rosta Sándor        | A Litwak Játékterem tulajdonosa.                                         |
| JB Spamley                 | Bill Hader           | Rajkai Zoltán       | Hatásvadász, előugró reklámablak.                                        |
| Aranyhaj                   | Mandy Moore          | Csifó Dorina        | A Disney vállalat hercegnős filmjeinek főszereplői.                      |
| Hamupipőke                 | Jennifer Hale        | Mórocz Adrienn      | A Disney vállalat hercegnős filmjeinek főszereplői.                      |
| Hófehérke                  | Pamela Ribon         | Mahó Andrea         | A Disney vállalat hercegnős filmjeinek főszereplői.                      |
| Csipkerózsika              | Kate Higgins         | Laudon Andrea       | A Disney vállalat hercegnős filmjeinek főszereplői.                      |
| Pocahontas                 | Irene Bedard         | Major Melinda       | A Disney vállalat hercegnős filmjeinek főszereplői.                      |
| Elza                       | Idina Menzel         | Farkasházi Réka     | A Disney vállalat hercegnős filmjeinek főszereplői.                      |
| Anna                       | Kristen Bell         | Vágó Bernadett      | A Disney vállalat hercegnős filmjeinek főszereplői.                      |
| Ariel                      | Jodi Benson          | Vágó Bernadett      | A Disney vállalat hercegnős filmjeinek főszereplői.                      |
| Tiana                      | Anika Noni Rose      | Vágó Bernadett      | A Disney vállalat hercegnős filmjeinek főszereplői.                      |
| Belle                      | Paige O’Hara         | Kardos Eszter       | A Disney vállalat hercegnős filmjeinek főszereplői.                      |
| Jázmin                     | Linda Larkin         | Kocsis Judit        | A Disney vállalat hercegnős filmjeinek főszereplői.                      |
| Mulan                      | Ming-Na Wen          | Kiss Eszter         | A Disney vállalat hercegnős filmjeinek főszereplői.                      |
| Merida                     | Kelly Macdonald      | Lamboni Anna        | A Disney vállalat hercegnős filmjeinek főszereplői.                      |
| Vaiana                     | Auli’i Cravalho      | Faluvégi Fanni      | A Disney vállalat hercegnős filmjeinek főszereplői.                      |
| Füles                      | Brad Garrett         | Faragó András       | A Micimackó neurotikus szamár karaktere.                                 |
| Sonic                      | Roger Craig Smith    | Szabó Máté          | A világ leggyorsabb sündisznója a Sonic the Hedgehog című videójátékból. |
| Buzz Lightyear             | Tim Allen            | Dörner György       | A Toy Story – Játékháború szuperhős figurája.                            |
| C-3PO                      | Anthony Daniels      | Galbenisz Tomasz    | A Csillagok háborúja android szereplője.                                 |
| Eboy                       | Sean Giambrone       | Sánta László        | Az Ebay súgója.                                                          |
| Talán                      | Flula Borg           | Márkus Sándor       | Igen asszisztense.                                                       |
| Piró                       | Hamish Blake         | Czető Roland        | A Slaughter Race egyik szereplője.                                       |
| GengEszter                 | Ali Wong             | Tóth Angelika       | A Slaughter Race egyik szereplője.                                       |
| Kis Debbie                 | GloZell Green        | Nádasi Veronika     | A Slaughter Race egyik szereplője.                                       |
| Hentesfiú                  | Timothy Simons       | Barabás Kiss Zoltán | A Slaughter Race egyik szereplője.                                       |
| Zangrief                   | Rich Moore           | Bognár Tamás        | TBA                                                                      |
| Feszültségvédő             | Phil Johnston        | Varga T. József     | TBA                                                                      |
| Ebay Elayne                | Rebecca Wisocky      | Solecki Janka       | TBA                                                                      |
| Colleen                    | Colleen Ballinger    | Laurinyecz Réka     | TBA                                                                      |
| Tiffany                    | Tiffany Herrera      | Czető Zsanett       | TBA                                                                      |
| Stan                       | Stan Lee             | Kajtár Róbert       | A Marvel Comics egykori írója, szerkesztője, kiadója.                    |
| Savanyú Bill               | Rich Moore           | Dézsy Szabó Gábor   | Nasi király csatlósa a Cukorláz című videójátékból.                      |
| Kicsi Groot                | Vin Diesel           | Dézsy Szabó Gábor   | A Marvel Comics fa szerű lénye.                                          |
| Swatti                     | Della Saba           | Károlyi Lili        | TBA                                                                      |
| Lee                        | Sam Richardson       | Szatory Dávid       | Irodai dolgozó.                                                          |
| Baby Mo                    | Brittany Kikuchi     | Boldog Emese        | TBA                                                                      |
| Gene                       | Raymond S. Persi     | Háda János          | TBA                                                                      |
| Jimmy                      | Alex Moffat          | Baráth István       | TBA                                                                      |
| Jimmy mamája               | June Squibb          | Bókai Mária         | TBA                                                                      |
| McNeely                    | Jaboukie Young-White | Kisfalusi Lehel     | TBA                                                                      |
| Nafisa                     | Michaela Zee         | Vida Sára           | TBA                                                                      |
| Pirománc                   | Katie Lowes          | Pekár Adrienn       | TBA                                                                      |
| Rakott Fánkkarika          | Jamie Elman          | Tóth Márk           | TBA                                                                      |
| Tapper                     | Maurice LaMarche     | Botár Endre         | TBA                                                                      |
| Töltött Makaronka          | Melissa Villaseñor   | Molnár Ilona        | TBA                                                                      |
| Vaníliás                   | Horatio Sanz         | Várkonyi András     | TBA                                                                      |
| Morgó                      | Corey Burton         | Reviczky Gábor      | TBA                                                                      |